# Zeta Octantis
Zeta Octantis (9 Octantis) é uma estrela na direção da constelação de Octans. Possui uma ascensão reta de 08h 56m 41.88s e uma declinação de −85° 39′ 47.6″. Sua magnitude aparente é igual a 5.43. Considerando sua distância de 157 anos-luz em relação à Terra, sua magnitude absoluta é igual a 2.01. Pertence à classe espectral F0III.